# Tak
För andra betydelser, se Tak (olika betydelser).

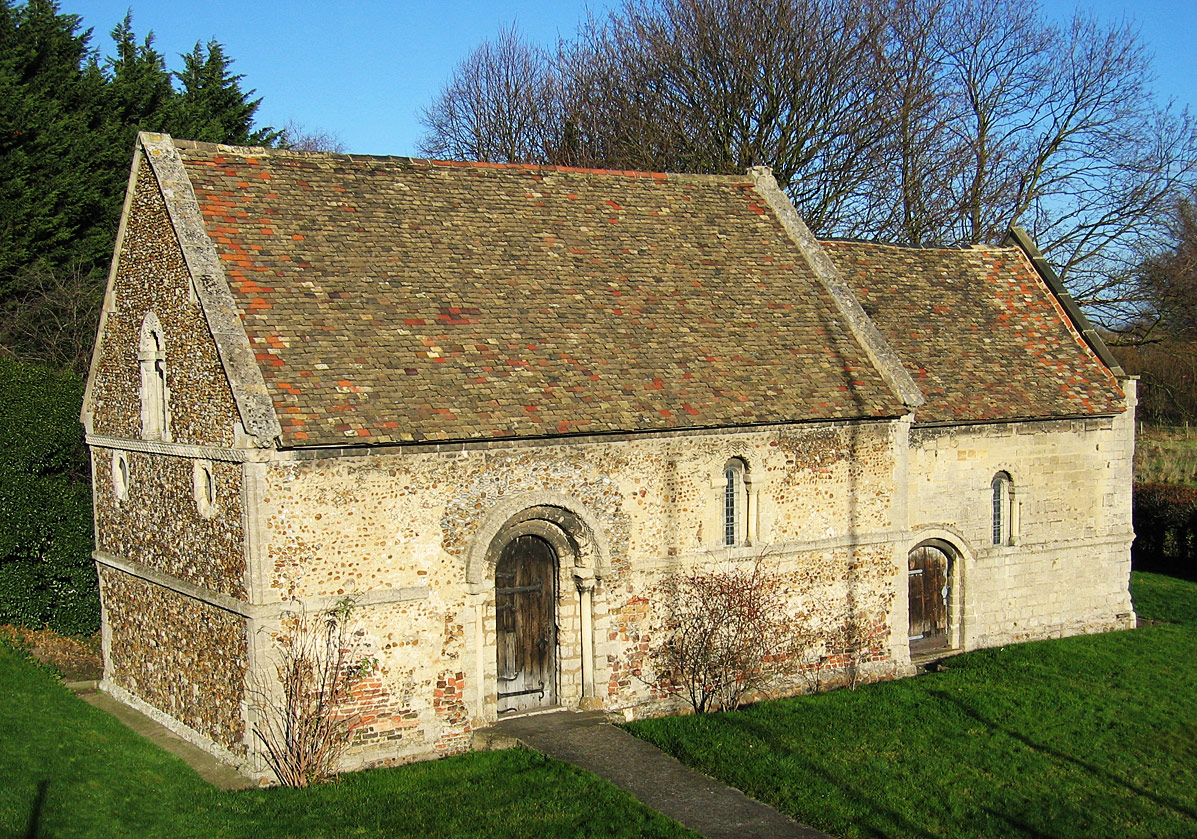
Klassiskt tegeltak i Cambridge

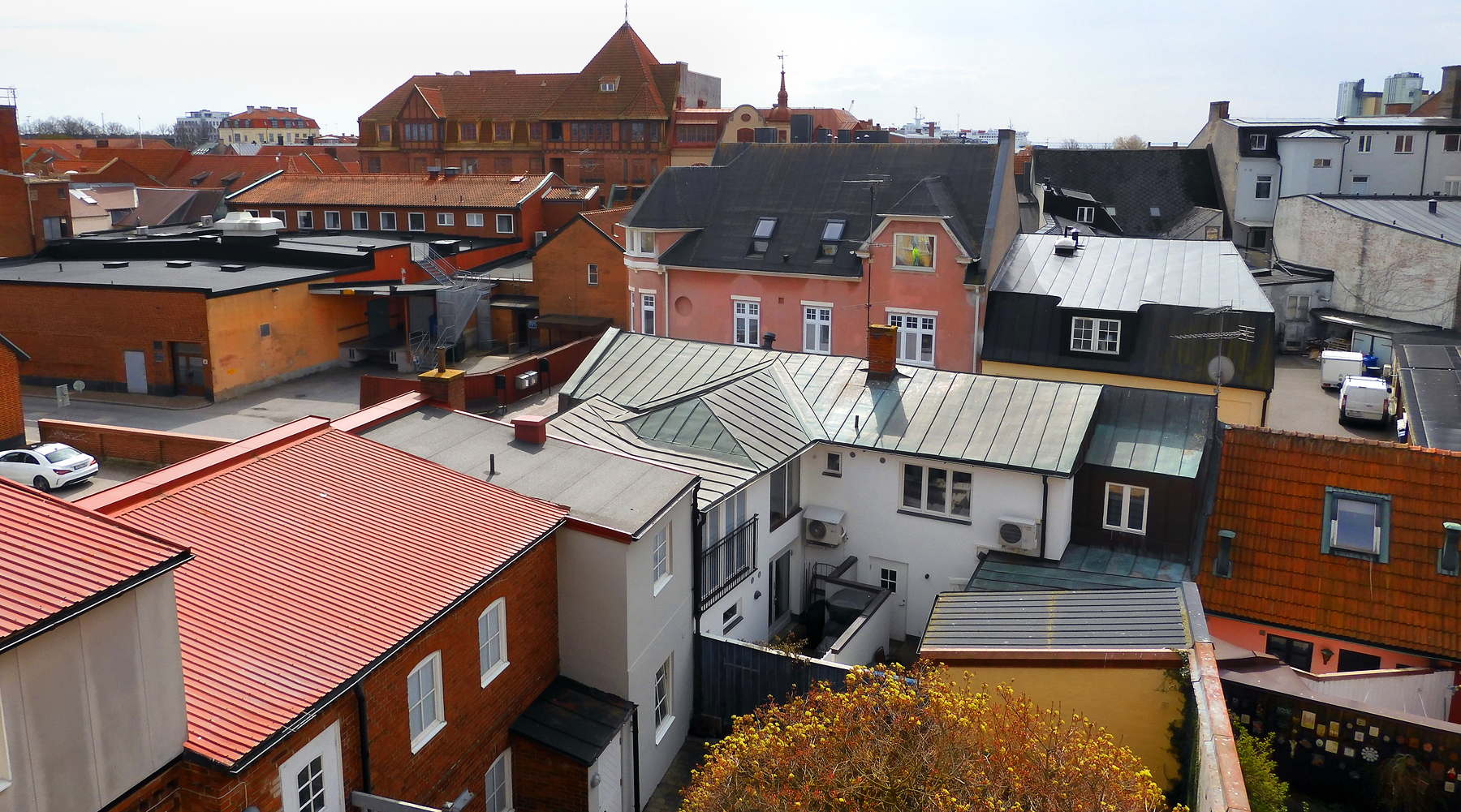
Tak i olika material och konstruktion, utsikt från en vind i centrala Ystad 2022.

Ett tak är ett byggnadselement som utgör den övre begränsningen av 
- en byggnad (se yttertak)
- ett rums övre avgränsning (se innertak).

Taket består dels av en bärande konstruktion (se takstol), dels av ett skyddande skikt (se yttertaksbeklädnad).
Gränsen mellan vägg och tak varierar.